# San Gerardo
San Gerardo é um município localizado no departamento de San Miguel, em El Salvador.